# روزهای سبز
روزهای سبز عنوانی فیلمی مستند-داستانی است از حنا مخملباف که به موضوع انتخابات دهم ریاست جمهوری و اعتراضات مردم ایران پس از انتخابات و سرکوب آن می‌پردازد. فیلم با یک دوربین دیجیتال و به‌طور غیرقانونی در ایران ساخته شده‌است. عوامل فیلم چند بار دستگیر شدند اما نهایتاً توانستند بگریزند. این فیلم به شصت‌وپنچمین جشنواره فیلم ونیز که در سپتامبر ۲۰۰۹ گشایش یافت راه پیدا کرد.
مدت زمان این فیلم سینمایی ۱ ساعت و ۴۵ دقیقه است.
این فیلم در خیابان‌های تهران ساخته شده‌است و قصهٔ دختر جوانی است که به افسردگی مبتلا شده و برای درمان نزد یک روانشناس می‌رود و آن دکتر علت ناامیدی‌های دختر جوان را در حوادث سیاسی ایران می‌داند.